# Asobi ni iku yo!
Asobi ni iku yo! (あそびにいくヨ!, trad. litt. « Nous venons pour jouer ») est une série de 20 light novels japonais écrite par Okina Kamino et illustrée par Hōden Eizō et Nishieda. Entamée en 2003 et terminée en 2015, elle donne lieu à une série de mangas illustrée par 888 en 2006, puis une adaptation en anime de 13 épisodes en 2010, produite par le studio AIC PLUS.
Asobi ni iku yo, outre son intrigue, se distingue par son utilisation marquée de fanservice et la présence de personnages nekomimi.

## Synopsis
Alors qu'il rentre chez lui, quelque part dans l'île d'Okinawa, où se déroule un hommage funéraire à son grand-père, le jeune Kio Kakazu constate avec étonnement la présence, parmi les convives prenant part à la fête, d'une jeune femme aux oreilles de chat et en combinaison futuriste. Après un évanouissement, Kio fait la connaissance de la créature qui s'est installée chez lui. Nommée Élis, elle explique qu'elle fait partie du peuple extraterrestre humanoïde de la planète Catia, arrivé sur la planète Terre « pour jouer ». Au même moment, des agents secrets de plusieurs gouvernements (CIA et Armée terroriste), ainsi que des fanatiques aliens, traquent Élis pour la capturer en vue d'assouvir leurs mystérieux desseins…

## Personnages
Kio Kakazu (嘉和 騎央, Kakazu Kio)
Elis (エリス, Erisu)
Aoi Futaba (双葉 アオイ, Futaba Aoi)
Manami Kinjou (金武城 真奈美, Kinjō Manami)

## Light novel

### Liste des tomes
| no | Japonais          | Japonais          |
| no | Date de sortie    | ISBN              |
| -- | ----------------- | ----------------- |
| 1  | 25 octobre 2003   | 4-8401-0861-7     |
| 2  | 25 février 2004   | 4-8401-1035-2     |
| 3  | 25 mai 2004       | 4-8401-1090-5     |
| 4  | 25 août 2004      | 4-8401-1135-9     |
| 5  | 25 novembre 2004  | 4-8401-1174-X     |
| 6  | 25 avril 2005     | 4-8401-1252-5     |
| 7  | 25 août 2005      | 4-8401-1408-0     |
| 8  | 22 décembre 2005  | 4-8401-1469-2     |
| 9  | 25 septembre 2006 | 4-8401-1597-4     |
| 10 | 25 mai 2007       | 978-4-8401-1844-6 |
| 11 | 25 mai 2008       | 978-4-8401-2310-5 |
| 12 | 25 mars 2009      | 978-4-8401-2486-7 |
| 13 | 25 janvier 2010   | 978-4-8401-3161-2 |
| 14 | 25 juin 2010      | 978-4-8401-3429-3 |
| 15 | 23 mars 2012      | 978-4-8401-4527-5 |
| 16 | 25 octobre 2012   | 978-4-8401-4817-7 |
| 17 | 25 février 2013   | 978-4-8401-4994-5 |

## Manga

### Liste des volumes
| no | Japonais          | Japonais          |
| no | Date de sortie    | ISBN              |
| -- | ----------------- | ----------------- |
| 1  | 31 mars 2007      | 978-4-8401-1692-3 |
| 2  | 30 septembre 2007 | 978-4-8401-1954-2 |
| 3  | 30 avril 2008     | 978-4-8401-2220-7 |
| 4  | 30 novembre 2008  | 978-4-8401-2294-8 |
| 5  | 31 mars 2009      | 978-4-8401-2544-4 |
| 6  | 31 janvier 2010   | 978-4-8401-2972-5 |
| 7  | 30 juin 2010      | 978-4-8401-3337-1 |
| 8  | 23 février 2011   | 978-4-8401-3754-6 |

## Anime

### Liste des épisodes
| No  | Titre français                    | Titre japonais                    | Titre japonais                   | Date de 1re diffusion |
| No  | Titre français                    | Kanji                             | Rōmaji                           | Date de 1re diffusion |
| --- | --------------------------------- | --------------------------------- | -------------------------------- | --------------------- |
| 1   | The Cat that Came to Earth        | ちきうにおちてきたねこ            | Chikiu ni Ochite Kita Neko       | 10 juillet 2010       |
| 2   | I Came to Play                    | あそびにきました                  | Asobi ni Kimashita               | 17 juillet 2010       |
| 3   | I Came To Stay                    | とまりにきました                  | Tomari ni Kimashita              | 24 juillet 2010       |
| 4   | I Came to Kidnap                  | さらいにきました                  | Sarai ni Kimashita               | 31 juillet 2010       |
| 5   | I've Come to Save You             | たすけにきました                  | Tasuke ni Kimashita              | 7 août 2010           |
| 6   | We Have Practiced                 | れんしゅうしました                | Renshuu Shimashita               | 14 août 2010          |
| 7   | I Have Come To Swim               | およぎにきました                  | Oyogi ni Kimashita               | 21 août 2010          |
| 8   | We've come to duel                | けっとうしました                  | Kettō Shimashita                 | 28 août 2012          |
| 9   | The Ultimate First Assist-a-roid? | いだいなるさいしょのあしとろいど? | Idai naru Saisho no Ashitoroido? | 4 septembre 2010      |
| 10  | We've Come To Aim                 | ねらいにきました                  | Nerai ni Kimashita               | 11 septembre 2010     |
| 11  | We've Come To Search              | さがしにきました                  | Sagashi ni Kimashita             | 18 septembre 2010     |
| 12  | We've Come To Find It             | みつけにきました                  | Mitsuke ni Kimashita             | 25 septembre 2010     |
| OAV | We've Come To Play                | おーぶいえーであそびにきました!!  | OVA de Asobi ni Kimashita!!      | 15 juin 2011          |

## Clins d’œils
Dans l'épisode 3, à 2:03, on peut apercevoir Natsuru Senō de la série Kampfer.
Dans l'épisode 4, à 12:13, on aperçoit Louise de Zero no tsukaima et Lisa de The Sacred Blacksmith et à 14:30 on aperçoit Cécilia et Luke de The Sacred Blacksmith
Dans l'épisode 6, à 8:00 on aperçoit Mamoru et Yuna de Kage Kara Mamoru